# Clàssica de Sant Sebastià 2023
La Clàssia de Sant Sebastià 2023 fou la 42a edició de la Clàssica de Sant Sebastià. La cursa es disputà el 29 de juliol de 2023 i tingué l'inici i final a Sant Sebastià. La cursa fou el 26è esdeveniment de l'UCI World Tour 2023.
El vencedor fou el belga Remco Evenepoel (Soudal Quick-Step), qui s'imposà sobre el biscaí Peio Bilbao (Bahrain Victorious) durant l'esprint final. El podi fou completat per Aleksandr Vlàssov del Bora-Hansgrohe. Aquest, fou el tercer triomf, i segon consecutiu, d'Evenepoel a la Clàssica de Sant Sebastià, d'aquesta manera, el belga iguala el rècord de victòries amb l'espanyol Marino Lejarreta, qui també la guanyà tres vegades.

## Equips
Un total de 25 equips participaren en aquesta edició de la Clàssica de Sant Sebastià, dels quals, 18 són equips World Tour i 7 són UCI ProTeams:
| WorldTeams (18)- AG2R Citroën Team - Alpecin-Deceuninck - Astana Qazaqstan Team - Bahrain Victorious - Bora-Hansgrohe - Cofidis - EF Education-EasyPost - Groupama-FDJ - Ineos Grenadiers - Intermarché-Circus-Wanty - Jumbo-Visma - Lidl-Trek - Movistar Team - Soudal Quick-Step - Arkéa-Samsic - Team DSM-Firmenich - Team Jayco AlUla - UAE Team Emirates ProTeams (7)- Burgos-BH - Caja Rural-Seguros RGA - Equipo Kern Pharma - Euskaltel-Euskadi - Israel-Premier Tech - Lotto Dstny - TotalEnergies |
| |

## Classificació final
| \| Classificació general \| Classificació general \| Classificació general \| Classificació general \| Classificació general \| \| Corredor \| Corredor \| Equip \| Temps \| \| \| --------------------- \| ----------------------------- \| ------------------------ \| --------------------- \| --------------------- \| \| 1r \| Remco Evenepoel \| Soudal Quick-Step \| 5h 30' 59" \| \| \| 2n \| Peio Bilbao López de Armentia \| Bahrain Victorious \| + 0" \| \| \| 3r \| Aleksandr Vlàssov \| Bora-Hansgrohe \| + 28" \| \| \| 4t \| Neilson Powless \| EF Education-EasyPost \| + 2' 50" \| \| \| 5è \| Ion Izagirre Insausti \| Cofidis \| + 2' 57" \| \| \| 6è \| Toms Skujiņš \| Lidl-Trek \| + 3' 02" \| \| \| 7è \| Alexander Aranburu Deba \| Movistar Team \| + 3' 02" \| \| \| 8è \| Rui Alberto Faria da Costa \| Intermarché-Circus-Wanty \| + 3' 02" \| \| \| 9è \| Andrea Bagioli \| Soudal Quick-Step \| + 3' 02" \| \| \| 10è \| Tiesj Benoot \| Jumbo-Visma \| + 3' 02" \| \| \| 11è \| Juan Ayuso Pesquera \| UAE Team Emirates \| + 3' 02" \| \| \| 12è \| Alberto Bettiol \| EF Education-EasyPost \| + 3' 02" \| \| \| 13è \| Marc Hirschi \| UAE Team Emirates \| + 3' 02" \| \| \| 14è \| Clément Champoussin \| Arkéa-Samsic \| + 3' 02" \| \| \| 15è \| Carlos Rodríguez Cano \| Ineos Grenadiers \| + 3' 02" \| \| \| 16è \| Jason Osborne \| Alpecin-Deceuninck \| + 3' 02" \| \| \| 17è \| Mikel Landa Meana \| Bahrain Victorious \| + 3' 02" \| \| \| 18è \| Chris Harper \| Team Jayco AlUla \| + 3' 02" \| \| \| 19è \| Jakob Fuglsang \| Israel-Premier Tech \| + 3' 02" \| \| \| 20è \| Felix Gall \| AG2R Citroën Team \| + 3' 02" \| \| |                               |                          |            |
| |                               |                          |            |
| Font: ProCyclingStats |                               |                          |            |
| Classificació general |                               |                          |            |
| Corredor | Corredor                      | Equip                    | Temps      |
| 1r | Remco Evenepoel               | Soudal Quick-Step        | 5h 30' 59" |
| 2n | Peio Bilbao López de Armentia | Bahrain Victorious       | + 0"       |
| 3r | Aleksandr Vlàssov             | Bora-Hansgrohe           | + 28"      |
| 4t | Neilson Powless               | EF Education-EasyPost    | + 2' 50"   |
| 5è | Ion Izagirre Insausti         | Cofidis                  | + 2' 57"   |
| 6è | Toms Skujiņš                  | Lidl-Trek                | + 3' 02"   |
| 7è | Alexander Aranburu Deba       | Movistar Team            | + 3' 02"   |
| 8è | Rui Alberto Faria da Costa    | Intermarché-Circus-Wanty | + 3' 02"   |
| 9è | Andrea Bagioli                | Soudal Quick-Step        | + 3' 02"   |
| 10è | Tiesj Benoot                  | Jumbo-Visma              | + 3' 02"   |
| 11è | Juan Ayuso Pesquera           | UAE Team Emirates        | + 3' 02"   |
| 12è | Alberto Bettiol               | EF Education-EasyPost    | + 3' 02"   |
| 13è | Marc Hirschi                  | UAE Team Emirates        | + 3' 02"   |
| 14è | Clément Champoussin           | Arkéa-Samsic             | + 3' 02"   |
| 15è | Carlos Rodríguez Cano         | Ineos Grenadiers         | + 3' 02"   |
| 16è | Jason Osborne                 | Alpecin-Deceuninck       | + 3' 02"   |
| 17è | Mikel Landa Meana             | Bahrain Victorious       | + 3' 02"   |
| 18è | Chris Harper                  | Team Jayco AlUla         | + 3' 02"   |
| 19è | Jakob Fuglsang                | Israel-Premier Tech      | + 3' 02"   |
| 20è | Felix Gall                    | AG2R Citroën Team        | + 3' 02"   |

## Llista de participants
| Soudal Quick-Step SOQ | Soudal Quick-Step SOQ        | Soudal Quick-Step SOQ |
| --------------------- | ---------------------------- | --------------------- |
| Núm                   | Ciclista                     | Pos                   |
| 1                     | Remco Evenepoel (BEL) (ruta) | 1r                    |
| 2                     | Andrea Bagioli (ITA)         | 9è                    |
| 3                     | Julian Alaphilippe (FRA)     | DNF                   |
| 4                     | James Knox (GBR)             | DNF                   |
| 5                     | Rémi Cavagna (FRA)           | DNF                   |
| 6                     | Pieter Serry (BEL)           | DNF                   |
| 7                     | Mauri Vansevenant (BEL)      | 40è                   |

| AG2R Citroën Team ACT | AG2R Citroën Team ACT   | AG2R Citroën Team ACT |
| --------------------- | ----------------------- | --------------------- |
| Núm                   | Ciclista                | Pos                   |
| 11                    | Alex Baudin (FRA)       | 29è                   |
| 12                    | Clément Berthet (FRA)   | 44è                   |
| 13                    | Franck Bonnamour (FRA)  | DNF                   |
| 14                    | Ben O'Connor (AUS)      | DNF                   |
| 15                    | Felix Gall (AUT)        | 20è                   |
| 16                    | Nicolas Prodhomme (FRA) | DNF                   |
| 17                    | Damien Touzé (FRA)      | DNF                   |

| Alpecin-Deceuninck ADC | Alpecin-Deceuninck ADC  | Alpecin-Deceuninck ADC |
| ---------------------- | ----------------------- | ---------------------- |
| Núm                    | Ciclista                | Pos                    |
| 21                     | Quinten Hermans (BEL)   | DNF                    |
| 22                     | Kristian Sbaragli (ITA) | 54è                    |
| 23                     | Gianni Vermeersch (BEL) | DNF                    |
| 24                     | Jason Osborne (GER)     | 16è                    |
| 25                     | Xandro Meurisse (BEL)   | DNF                    |
| 26                     | Jimmy Janssens (BEL)    | DNF                    |
| 27                     | Tobias Bayer (AUT)      | DNF                    |

| Arkéa-Samsic ARK | Arkéa-Samsic ARK          | Arkéa-Samsic ARK |
| ---------------- | ------------------------- | ---------------- |
| Núm              | Ciclista                  | Pos              |
| 31               | Élie Gesbert (FRA)        | DNF              |
| 32               | Louis Barré (FRA)         | DNF              |
| 33               | Clément Champoussin (FRA) | 14è              |
| 34               | Anthony Delaplace (FRA)   | 43è              |
| 35               | Thibault Guernalec (FRA)  | DNF              |
| 36               | Simon Guglielmi (FRA)     | DNF              |
| 37               | Alessandro Verre (ITA)    | DNF              |

| Astana Qazaqstan Team AST | Astana Qazaqstan Team AST     | Astana Qazaqstan Team AST |
| ------------------------- | ----------------------------- | ------------------------- |
| Núm                       | Ciclista                      | Pos                       |
| 41                        | Aleksei Lutsenko (KAZ) (ruta) | 31è                       |
| 42                        | Yuriy Natarov (KAZ)           | FC                        |
| 43                        | Leonardo Basso (ITA)          | DNF                       |
| 44                        | Fabio Felline (ITA)           | 56è                       |
| 45                        | Javier Romo (ESP)             | DNF                       |
| 46                        | Harold Tejada (COL)           | DNF                       |
| 47                        | Simone Velasco (ITA) (ruta)   | 28è                       |

| Bora-Hansgrohe BOH | Bora-Hansgrohe BOH          | Bora-Hansgrohe BOH |
| ------------------ | --------------------------- | ------------------ |
| Núm                | Ciclista                    | Pos                |
| 51                 | Bob Jungels (LUX)           | DNF                |
| 52                 | Ide Schelling (NED)         | DNF                |
| 53                 | Frederik Wandahl (DEN)      | 63è                |
| 54                 | Matteo Fabbro (ITA)         | 69è                |
| 55                 | Nico Denz (GER)             | DNF                |
| 56                 | Maximilian Schachmann (GER) | 74è                |
| 57                 | Aleksandr Vlàssov           | 3r                 |

| Cofidis COF | Cofidis COF                 | Cofidis COF |
| ----------- | --------------------------- | ----------- |
| Núm         | Ciclista                    | Pos         |
| 61          | Ion Izagirre Insausti (ESP) | 5è          |
| 62          | Thomas Champion (FRA)       | DNF         |
| 63          | Alexandre Delettre (FRA)    | DNF         |
| 64          | Guillaume Martin (FRA)      | 32è         |
| 65          | José Herrada López (ESP)    | 87è         |
| 66          | Benjamin Thomas (FRA)       | DNF         |
| 67          | André Carvalho (POR)        | DNF         |

| Team DSM-Firmenich DSM | Team DSM-Firmenich DSM   | Team DSM-Firmenich DSM |
| ---------------------- | ------------------------ | ---------------------- |
| Núm                    | Ciclista                 | Pos                    |
| 71                     | Romain Bardet (FRA)      | 38è                    |
| 72                     | Matthew Dinham (AUS)     | 47è                    |
| 73                     | Chris Hamilton (AUS)     | 84è                    |
| 74                     | Andreas Leknessund (NOR) | 90è                    |
| 75                     | Florian Stork (GER)      | 42è                    |
| 76                     | Marco Brenner (GER)      | 93è                    |
| 77                     | Kevin Vermaerke (USA)    | 21è                    |

| EF Education-EasyPost EFE | EF Education-EasyPost EFE  | EF Education-EasyPost EFE |
| ------------------------- | -------------------------- | ------------------------- |
| Núm                       | Ciclista                   | Pos                       |
| 81                        | Neilson Powless (USA)      | 4t                        |
| 82                        | Ben Healy (IRL) (ruta)     | 45è                       |
| 83                        | Alberto Bettiol (ITA)      | 12è                       |
| 84                        | Simon Carr (GBR)           | DNF                       |
| 85                        | Andrea Piccolo (ITA)       | DNF                       |
| 86                        | Rigoberto Urán (COL)       | 64è                       |
| 87                        | Odd Christian Eiking (NOR) | 94è                       |

| Groupama-FDJ GFC | Groupama-FDJ GFC        | Groupama-FDJ GFC |
| ---------------- | ----------------------- | ---------------- |
| Núm              | Ciclista                | Pos              |
| 91               | Bruno Armirail (FRA)    | DNF              |
| 92               | Romain Grégoire (FRA)   | 73è              |
| 93               | Mathieu Ladagnous (FRA) | DNF              |
| 94               | Reuben Thompson (NZL)   | 58è              |
| 95               | Rudy Molard (FRA)       | 36è              |
| 96               | Quentin Pacher (FRA)    | DNF              |
| 97               | Lars van den Berg (NED) | 75è              |

| Intermarché-Circus-Wanty ICW | Intermarché-Circus-Wanty ICW     | Intermarché-Circus-Wanty ICW |
| ---------------------------- | -------------------------------- | ---------------------------- |
| Núm                          | Ciclista                         | Pos                          |
| 101                          | Rui Alberto Faria da Costa (POR) | 8è                           |
| 102                          | Biniam Girmay (ERI)              | DNF                          |
| 103                          | Laurens Huys (BEL)               | DNF                          |
| 104                          | Aimé De Gendt (BEL)              | 70è                          |
| 105                          | Lorenzo Rota (ITA)               | 30è                          |
| 106                          | Loïc Vliegen (BEL)               | DNF                          |
| 107                          | Georg Zimmermann (GER)           | DNF                          |

| Ineos Grenadiers IGD | Ineos Grenadiers IGD         | Ineos Grenadiers IGD |
| -------------------- | ---------------------------- | -------------------- |
| Núm                  | Ciclista                     | Pos                  |
| 111                  | Carlos Rodríguez Cano (ESP)  | 15è                  |
| 112                  | Jhonatan Narváez Prado (ECU) | 72è                  |
| 113                  | Brandon Rivera (COL)         | DNF                  |
| 114                  | Omar Fraile Matarranz (ESP)  | DNF                  |
| 115                  | Ben Tulett (GBR)             | DNF                  |
| 116                  | Lucas Plapp (AUS) (ruta)     | DNF                  |
| 117                  | Ben Turner (GBR)             | FC                   |

| Movistar Team MOV | Movistar Team MOV             | Movistar Team MOV |
| ----------------- | ----------------------------- | ----------------- |
| Núm               | Ciclista                      | Pos               |
| 121               | Alexander Aranburu Deba (ESP) | 7è                |
| 122               | Iván García Cortina (ESP)     | 27è               |
| 123               | Iván Romeo Abad (ESP)         | 79è               |
| 124               | Lluís Mas Bonet (ESP)         | DNF               |
| 125               | José Joaquín Rojas Gil (ESP)  | DNF               |
| 126               | Iván Ramiro Sosa Cuervo (COL) | DNF               |
| 127               | Gorka Izagirre Insausti (ESP) | 26è               |

| Team Jayco AlUla JAY | Team Jayco AlUla JAY       | Team Jayco AlUla JAY |
| -------------------- | -------------------------- | -------------------- |
| Núm                  | Ciclista                   | Pos                  |
| 131                  | Michael Matthews (AUS)     | DNF                  |
| 132                  | Welay Berehe (ETH)         | 41è                  |
| 133                  | Jan Maas (NED)             | 67è                  |
| 134                  | Felix Engelhardt (GER)     | 85è                  |
| 135                  | Chris Harper (AUS)         | 18è                  |
| 136                  | Alessandro De Marchi (ITA) | DNF                  |
| 137                  | Lawson Craddock (USA)      | DNF                  |

| Bahrain Victorious TBV | Bahrain Victorious TBV              | Bahrain Victorious TBV |
| ---------------------- | ----------------------------------- | ---------------------- |
| Núm                    | Ciclista                            | Pos                    |
| 141                    | Peio Bilbao López de Armentia (ESP) | 2n                     |
| 142                    | Mikel Landa Meana (ESP)             | 17è                    |
| 143                    | Santiago Buitrago Sánchez (COL)     | 61è                    |
| 144                    | Yukiya Arashiro (JPN)               | DNF                    |
| 145                    | Jonathan Milan (ITA)                | DNF                    |
| 146                    | Edoardo Zambanini (ITA)             | DNF                    |
| 147                    | Johan Price-Pejtersen (DEN)         | DNF                    |

| Lidl-Trek LTK | Lidl-Trek LTK                | Lidl-Trek LTK |
| ------------- | ---------------------------- | ------------- |
| Núm           | Ciclista                     | Pos           |
| 151           | Tony Gallopin (FRA)          | DNF           |
| 152           | Julien Bernard (FRA)         | 48è           |
| 153           | Kenny Elissonde (FRA)        | 33è           |
| 154           | Bauke Mollema (NED)          | 50è           |
| 155           | Marc Brustenga Masagué (ESP) | DNF           |
| 156           | Mathias Vacek (CZE) (ruta)   | DNF           |
| 157           | Toms Skujiņš (LAT)           | 6è            |

| Jumbo-Visma TJV | Jumbo-Visma TJV            | Jumbo-Visma TJV |
| --------------- | -------------------------- | --------------- |
| Núm             | Ciclista                   | Pos             |
| 161             | Tiesj Benoot (BEL)         | 10è             |
| 162             | Edoardo Affini (ITA)       | DNF             |
| 163             | Lennard Hofstede (NED)     | DNF             |
| 164             | Thomas Gloag (GBR)         | 86è             |
| 165             | Gijs Leemreize (NED)       | 49è             |
| 166             | Timo Roosen (NED)          | DNF             |
| 167             | Nathan Van Hooydonck (BEL) | 25è             |

| UAE Team Emirates UAD | UAE Team Emirates UAD     | UAE Team Emirates UAD |
| --------------------- | ------------------------- | --------------------- |
| Núm                   | Ciclista                  | Pos                   |
| 171                   | Juan Ayuso Pesquera (ESP) | 11è                   |
| 172                   | Sjoerd Bax (NED)          | DNF                   |
| 173                   | George Bennett (NZL)      | 23è                   |
| 174                   | Domen Novak (SLO)         | 76è                   |
| 175                   | Alessandro Covi (ITA)     | 91è                   |
| 176                   | Marc Hirschi (SUI) (ruta) | 13è                   |
| 177                   | Diego Ulissi (ITA)        | 57è                   |

| Burgos-BH BBH | Burgos-BH BBH                  | Burgos-BH BBH |
| ------------- | ------------------------------ | ------------- |
| Núm           | Ciclista                       | Pos           |
| 181           | Ander Okamika (ESP)            | 78è           |
| 182           | José Manuel Díaz Gallego (ESP) | DNF           |
| 183           | Eric Fagúndez (URU)            | 81è           |
| 184           | Andrés Camilo Ardila (COL)     | DNF           |
| 185           | Victor Langellotti (MON)       | DNF           |
| 186           | Mario Aparicio (ESP)           | 68è           |
| 187           | Clément Alleno (FRA)           | FC            |

| Caja Rural-Seguros RGA CJR | Caja Rural-Seguros RGA CJR     | Caja Rural-Seguros RGA CJR |
| -------------------------- | ------------------------------ | -------------------------- |
| Núm                        | Ciclista                       | Pos                        |
| 191                        | Fernando Barceló Aragón (ESP)  | 71è                        |
| 192                        | Jokin Murguialday (ESP)        | 60è                        |
| 193                        | Joel Nicolau Beltran (ESP)     | 66è                        |
| 194                        | Abel Balderstone Roumens (ESP) | 37è                        |
| 195                        | Michal Schlegel (CZE)          | 39è                        |
| 196                        | Julen Amézqueta Moreno (ESP)   | 83è                        |
| 197                        | Josu Etxeberria (ESP)          | DNF                        |

| Equipo Kern Pharma EKP | Equipo Kern Pharma EKP        | Equipo Kern Pharma EKP |
| ---------------------- | ----------------------------- | ---------------------- |
| Núm                    | Ciclista                      | Pos                    |
| 201                    | Roger Adrià Oliveras (ESP)    | 46è                    |
| 202                    | Urko Berrade (ESP)            | 34è                    |
| 203                    | Pablo Castrillo Zapater (ESP) | 24è                    |
| 204                    | Iñigo Elosegui (ESP)          | DNF                    |
| 205                    | Jordi López Caravaca (ESP)    | DNF                    |
| 206                    | Pau Miquel Delgado (ESP)      | 51è                    |
| 207                    | Ibon Ruiz (ESP)               | 72è                    |

| Euskaltel-Euskadi EUS | Euskaltel-Euskadi EUS        | Euskaltel-Euskadi EUS |
| --------------------- | ---------------------------- | --------------------- |
| Núm                   | Ciclista                     | Pos                   |
| 211                   | Xabier Isasa (ESP)           | DNF                   |
| 212                   | Txomin Juaristi (ESP)        | 92è                   |
| 213                   | Ibai Azurmendi (ESP)         | 77è                   |
| 214                   | Xabier Mikel Azparren (ESP)  | DNF                   |
| 215                   | Mikel Iturria Segurola (ESP) | 65è                   |
| 216                   | Xabier Berasategi (ESP)      | 88è                   |
| 217                   | Joan Bou (ESP)               | 35è                   |

| TotalEnergies TEN | TotalEnergies TEN                 | TotalEnergies TEN |
| ----------------- | --------------------------------- | ----------------- |
| Núm               | Ciclista                          | Pos               |
| 221               | Mathieu Burgaudeau (FRA)          | DNF               |
| 222               | Jérémy Cabot (FRA)                | DNF               |
| 223               | Víctor de la Parte González (ESP) | 89è               |
| 224               | Fabien Grellier (FRA)             | DNF               |
| 225               | Alan Jousseaume (FRA)             | 59è               |
| 226               | Pierre Latour (FRA)               | DNF               |
| 227               | Mattéo Vercher (FRA)              | DNF               |

| Lotto Dstny LTD | Lotto Dstny LTD          | Lotto Dstny LTD |
| --------------- | ------------------------ | --------------- |
| Núm             | Ciclista                 | Pos             |
| 231             | Johannes Adamietz (GER)  | 53è             |
| 232             | Arjen Livyns (BEL)       | DNF             |
| 233             | Mathijs Paasschens (NED) | DNF             |
| 234             | Eduardo Sepúlveda (ARG)  | 52è             |
| 235             | Liam Slock (BEL)         | FC              |
| 236             | Harry Sweeny (AUS)       | 22è             |
| 237             | Jarrad Drizners (AUS)    | DNF             |

| Israel-Premier Tech IPT | Israel-Premier Tech IPT  | Israel-Premier Tech IPT |
| ----------------------- | ------------------------ | ----------------------- |
| Núm                     | Ciclista                 | Pos                     |
| 241                     | Mads Würtz Schmidt (DEN) | DNF                     |
| 242                     | Jakob Fuglsang (DEN)     | 19è                     |
| 243                     | Omer Goldstein (ISR)     | 80è                     |
| 244                     | Nick Schultz (AUS)       | DNF                     |
| 245                     | Dylan Teuns (BEL)        | DNF                     |
| 246                     | Stephen Williams (GBR)   | 62è                     |
| 247                     | Simon Clarke (AUS)       | 55è                     |

| Soudal Quick-Step SOQ | Soudal Quick-Step SOQ        | Soudal Quick-Step SOQ |
| --------------------- | ---------------------------- | --------------------- |
| Núm                   | Ciclista                     | Pos                   |
| 1                     | Remco Evenepoel (BEL) (ruta) | 1r                    |
| 2                     | Andrea Bagioli (ITA)         | 9è                    |
| 3                     | Julian Alaphilippe (FRA)     | DNF                   |
| 4                     | James Knox (GBR)             | DNF                   |
| 5                     | Rémi Cavagna (FRA)           | DNF                   |
| 6                     | Pieter Serry (BEL)           | DNF                   |
| 7                     | Mauri Vansevenant (BEL)      | 40è                   |

| AG2R Citroën Team ACT | AG2R Citroën Team ACT   | AG2R Citroën Team ACT |
| --------------------- | ----------------------- | --------------------- |
| Núm                   | Ciclista                | Pos                   |
| 11                    | Alex Baudin (FRA)       | 29è                   |
| 12                    | Clément Berthet (FRA)   | 44è                   |
| 13                    | Franck Bonnamour (FRA)  | DNF                   |
| 14                    | Ben O'Connor (AUS)      | DNF                   |
| 15                    | Felix Gall (AUT)        | 20è                   |
| 16                    | Nicolas Prodhomme (FRA) | DNF                   |
| 17                    | Damien Touzé (FRA)      | DNF                   |

| Alpecin-Deceuninck ADC | Alpecin-Deceuninck ADC  | Alpecin-Deceuninck ADC |
| ---------------------- | ----------------------- | ---------------------- |
| Núm                    | Ciclista                | Pos                    |
| 21                     | Quinten Hermans (BEL)   | DNF                    |
| 22                     | Kristian Sbaragli (ITA) | 54è                    |
| 23                     | Gianni Vermeersch (BEL) | DNF                    |
| 24                     | Jason Osborne (GER)     | 16è                    |
| 25                     | Xandro Meurisse (BEL)   | DNF                    |
| 26                     | Jimmy Janssens (BEL)    | DNF                    |
| 27                     | Tobias Bayer (AUT)      | DNF                    |

| Arkéa-Samsic ARK | Arkéa-Samsic ARK          | Arkéa-Samsic ARK |
| ---------------- | ------------------------- | ---------------- |
| Núm              | Ciclista                  | Pos              |
| 31               | Élie Gesbert (FRA)        | DNF              |
| 32               | Louis Barré (FRA)         | DNF              |
| 33               | Clément Champoussin (FRA) | 14è              |
| 34               | Anthony Delaplace (FRA)   | 43è              |
| 35               | Thibault Guernalec (FRA)  | DNF              |
| 36               | Simon Guglielmi (FRA)     | DNF              |
| 37               | Alessandro Verre (ITA)    | DNF              |

| Astana Qazaqstan Team AST | Astana Qazaqstan Team AST     | Astana Qazaqstan Team AST |
| ------------------------- | ----------------------------- | ------------------------- |
| Núm                       | Ciclista                      | Pos                       |
| 41                        | Aleksei Lutsenko (KAZ) (ruta) | 31è                       |
| 42                        | Yuriy Natarov (KAZ)           | FC                        |
| 43                        | Leonardo Basso (ITA)          | DNF                       |
| 44                        | Fabio Felline (ITA)           | 56è                       |
| 45                        | Javier Romo (ESP)             | DNF                       |
| 46                        | Harold Tejada (COL)           | DNF                       |
| 47                        | Simone Velasco (ITA) (ruta)   | 28è                       |

| Bora-Hansgrohe BOH | Bora-Hansgrohe BOH          | Bora-Hansgrohe BOH |
| ------------------ | --------------------------- | ------------------ |
| Núm                | Ciclista                    | Pos                |
| 51                 | Bob Jungels (LUX)           | DNF                |
| 52                 | Ide Schelling (NED)         | DNF                |
| 53                 | Frederik Wandahl (DEN)      | 63è                |
| 54                 | Matteo Fabbro (ITA)         | 69è                |
| 55                 | Nico Denz (GER)             | DNF                |
| 56                 | Maximilian Schachmann (GER) | 74è                |
| 57                 | Aleksandr Vlàssov           | 3r                 |

| Cofidis COF | Cofidis COF                 | Cofidis COF |
| ----------- | --------------------------- | ----------- |
| Núm         | Ciclista                    | Pos         |
| 61          | Ion Izagirre Insausti (ESP) | 5è          |
| 62          | Thomas Champion (FRA)       | DNF         |
| 63          | Alexandre Delettre (FRA)    | DNF         |
| 64          | Guillaume Martin (FRA)      | 32è         |
| 65          | José Herrada López (ESP)    | 87è         |
| 66          | Benjamin Thomas (FRA)       | DNF         |
| 67          | André Carvalho (POR)        | DNF         |

| Team DSM-Firmenich DSM | Team DSM-Firmenich DSM   | Team DSM-Firmenich DSM |
| ---------------------- | ------------------------ | ---------------------- |
| Núm                    | Ciclista                 | Pos                    |
| 71                     | Romain Bardet (FRA)      | 38è                    |
| 72                     | Matthew Dinham (AUS)     | 47è                    |
| 73                     | Chris Hamilton (AUS)     | 84è                    |
| 74                     | Andreas Leknessund (NOR) | 90è                    |
| 75                     | Florian Stork (GER)      | 42è                    |
| 76                     | Marco Brenner (GER)      | 93è                    |
| 77                     | Kevin Vermaerke (USA)    | 21è                    |

| EF Education-EasyPost EFE | EF Education-EasyPost EFE  | EF Education-EasyPost EFE |
| ------------------------- | -------------------------- | ------------------------- |
| Núm                       | Ciclista                   | Pos                       |
| 81                        | Neilson Powless (USA)      | 4t                        |
| 82                        | Ben Healy (IRL) (ruta)     | 45è                       |
| 83                        | Alberto Bettiol (ITA)      | 12è                       |
| 84                        | Simon Carr (GBR)           | DNF                       |
| 85                        | Andrea Piccolo (ITA)       | DNF                       |
| 86                        | Rigoberto Urán (COL)       | 64è                       |
| 87                        | Odd Christian Eiking (NOR) | 94è                       |

| Groupama-FDJ GFC | Groupama-FDJ GFC        | Groupama-FDJ GFC |
| ---------------- | ----------------------- | ---------------- |
| Núm              | Ciclista                | Pos              |
| 91               | Bruno Armirail (FRA)    | DNF              |
| 92               | Romain Grégoire (FRA)   | 73è              |
| 93               | Mathieu Ladagnous (FRA) | DNF              |
| 94               | Reuben Thompson (NZL)   | 58è              |
| 95               | Rudy Molard (FRA)       | 36è              |
| 96               | Quentin Pacher (FRA)    | DNF              |
| 97               | Lars van den Berg (NED) | 75è              |

| Intermarché-Circus-Wanty ICW | Intermarché-Circus-Wanty ICW     | Intermarché-Circus-Wanty ICW |
| ---------------------------- | -------------------------------- | ---------------------------- |
| Núm                          | Ciclista                         | Pos                          |
| 101                          | Rui Alberto Faria da Costa (POR) | 8è                           |
| 102                          | Biniam Girmay (ERI)              | DNF                          |
| 103                          | Laurens Huys (BEL)               | DNF                          |
| 104                          | Aimé De Gendt (BEL)              | 70è                          |
| 105                          | Lorenzo Rota (ITA)               | 30è                          |
| 106                          | Loïc Vliegen (BEL)               | DNF                          |
| 107                          | Georg Zimmermann (GER)           | DNF                          |

| Ineos Grenadiers IGD | Ineos Grenadiers IGD         | Ineos Grenadiers IGD |
| -------------------- | ---------------------------- | -------------------- |
| Núm                  | Ciclista                     | Pos                  |
| 111                  | Carlos Rodríguez Cano (ESP)  | 15è                  |
| 112                  | Jhonatan Narváez Prado (ECU) | 72è                  |
| 113                  | Brandon Rivera (COL)         | DNF                  |
| 114                  | Omar Fraile Matarranz (ESP)  | DNF                  |
| 115                  | Ben Tulett (GBR)             | DNF                  |
| 116                  | Lucas Plapp (AUS) (ruta)     | DNF                  |
| 117                  | Ben Turner (GBR)             | FC                   |

| Movistar Team MOV | Movistar Team MOV             | Movistar Team MOV |
| ----------------- | ----------------------------- | ----------------- |
| Núm               | Ciclista                      | Pos               |
| 121               | Alexander Aranburu Deba (ESP) | 7è                |
| 122               | Iván García Cortina (ESP)     | 27è               |
| 123               | Iván Romeo Abad (ESP)         | 79è               |
| 124               | Lluís Mas Bonet (ESP)         | DNF               |
| 125               | José Joaquín Rojas Gil (ESP)  | DNF               |
| 126               | Iván Ramiro Sosa Cuervo (COL) | DNF               |
| 127               | Gorka Izagirre Insausti (ESP) | 26è               |

| Team Jayco AlUla JAY | Team Jayco AlUla JAY       | Team Jayco AlUla JAY |
| -------------------- | -------------------------- | -------------------- |
| Núm                  | Ciclista                   | Pos                  |
| 131                  | Michael Matthews (AUS)     | DNF                  |
| 132                  | Welay Berehe (ETH)         | 41è                  |
| 133                  | Jan Maas (NED)             | 67è                  |
| 134                  | Felix Engelhardt (GER)     | 85è                  |
| 135                  | Chris Harper (AUS)         | 18è                  |
| 136                  | Alessandro De Marchi (ITA) | DNF                  |
| 137                  | Lawson Craddock (USA)      | DNF                  |

| Bahrain Victorious TBV | Bahrain Victorious TBV              | Bahrain Victorious TBV |
| ---------------------- | ----------------------------------- | ---------------------- |
| Núm                    | Ciclista                            | Pos                    |
| 141                    | Peio Bilbao López de Armentia (ESP) | 2n                     |
| 142                    | Mikel Landa Meana (ESP)             | 17è                    |
| 143                    | Santiago Buitrago Sánchez (COL)     | 61è                    |
| 144                    | Yukiya Arashiro (JPN)               | DNF                    |
| 145                    | Jonathan Milan (ITA)                | DNF                    |
| 146                    | Edoardo Zambanini (ITA)             | DNF                    |
| 147                    | Johan Price-Pejtersen (DEN)         | DNF                    |

| Lidl-Trek LTK | Lidl-Trek LTK                | Lidl-Trek LTK |
| ------------- | ---------------------------- | ------------- |
| Núm           | Ciclista                     | Pos           |
| 151           | Tony Gallopin (FRA)          | DNF           |
| 152           | Julien Bernard (FRA)         | 48è           |
| 153           | Kenny Elissonde (FRA)        | 33è           |
| 154           | Bauke Mollema (NED)          | 50è           |
| 155           | Marc Brustenga Masagué (ESP) | DNF           |
| 156           | Mathias Vacek (CZE) (ruta)   | DNF           |
| 157           | Toms Skujiņš (LAT)           | 6è            |

| Jumbo-Visma TJV | Jumbo-Visma TJV            | Jumbo-Visma TJV |
| --------------- | -------------------------- | --------------- |
| Núm             | Ciclista                   | Pos             |
| 161             | Tiesj Benoot (BEL)         | 10è             |
| 162             | Edoardo Affini (ITA)       | DNF             |
| 163             | Lennard Hofstede (NED)     | DNF             |
| 164             | Thomas Gloag (GBR)         | 86è             |
| 165             | Gijs Leemreize (NED)       | 49è             |
| 166             | Timo Roosen (NED)          | DNF             |
| 167             | Nathan Van Hooydonck (BEL) | 25è             |

| UAE Team Emirates UAD | UAE Team Emirates UAD     | UAE Team Emirates UAD |
| --------------------- | ------------------------- | --------------------- |
| Núm                   | Ciclista                  | Pos                   |
| 171                   | Juan Ayuso Pesquera (ESP) | 11è                   |
| 172                   | Sjoerd Bax (NED)          | DNF                   |
| 173                   | George Bennett (NZL)      | 23è                   |
| 174                   | Domen Novak (SLO)         | 76è                   |
| 175                   | Alessandro Covi (ITA)     | 91è                   |
| 176                   | Marc Hirschi (SUI) (ruta) | 13è                   |
| 177                   | Diego Ulissi (ITA)        | 57è                   |

| Burgos-BH BBH | Burgos-BH BBH                  | Burgos-BH BBH |
| ------------- | ------------------------------ | ------------- |
| Núm           | Ciclista                       | Pos           |
| 181           | Ander Okamika (ESP)            | 78è           |
| 182           | José Manuel Díaz Gallego (ESP) | DNF           |
| 183           | Eric Fagúndez (URU)            | 81è           |
| 184           | Andrés Camilo Ardila (COL)     | DNF           |
| 185           | Victor Langellotti (MON)       | DNF           |
| 186           | Mario Aparicio (ESP)           | 68è           |
| 187           | Clément Alleno (FRA)           | FC            |

| Caja Rural-Seguros RGA CJR | Caja Rural-Seguros RGA CJR     | Caja Rural-Seguros RGA CJR |
| -------------------------- | ------------------------------ | -------------------------- |
| Núm                        | Ciclista                       | Pos                        |
| 191                        | Fernando Barceló Aragón (ESP)  | 71è                        |
| 192                        | Jokin Murguialday (ESP)        | 60è                        |
| 193                        | Joel Nicolau Beltran (ESP)     | 66è                        |
| 194                        | Abel Balderstone Roumens (ESP) | 37è                        |
| 195                        | Michal Schlegel (CZE)          | 39è                        |
| 196                        | Julen Amézqueta Moreno (ESP)   | 83è                        |
| 197                        | Josu Etxeberria (ESP)          | DNF                        |

| Equipo Kern Pharma EKP | Equipo Kern Pharma EKP        | Equipo Kern Pharma EKP |
| ---------------------- | ----------------------------- | ---------------------- |
| Núm                    | Ciclista                      | Pos                    |
| 201                    | Roger Adrià Oliveras (ESP)    | 46è                    |
| 202                    | Urko Berrade (ESP)            | 34è                    |
| 203                    | Pablo Castrillo Zapater (ESP) | 24è                    |
| 204                    | Iñigo Elosegui (ESP)          | DNF                    |
| 205                    | Jordi López Caravaca (ESP)    | DNF                    |
| 206                    | Pau Miquel Delgado (ESP)      | 51è                    |
| 207                    | Ibon Ruiz (ESP)               | 72è                    |

| Euskaltel-Euskadi EUS | Euskaltel-Euskadi EUS        | Euskaltel-Euskadi EUS |
| --------------------- | ---------------------------- | --------------------- |
| Núm                   | Ciclista                     | Pos                   |
| 211                   | Xabier Isasa (ESP)           | DNF                   |
| 212                   | Txomin Juaristi (ESP)        | 92è                   |
| 213                   | Ibai Azurmendi (ESP)         | 77è                   |
| 214                   | Xabier Mikel Azparren (ESP)  | DNF                   |
| 215                   | Mikel Iturria Segurola (ESP) | 65è                   |
| 216                   | Xabier Berasategi (ESP)      | 88è                   |
| 217                   | Joan Bou (ESP)               | 35è                   |

| TotalEnergies TEN | TotalEnergies TEN                 | TotalEnergies TEN |
| ----------------- | --------------------------------- | ----------------- |
| Núm               | Ciclista                          | Pos               |
| 221               | Mathieu Burgaudeau (FRA)          | DNF               |
| 222               | Jérémy Cabot (FRA)                | DNF               |
| 223               | Víctor de la Parte González (ESP) | 89è               |
| 224               | Fabien Grellier (FRA)             | DNF               |
| 225               | Alan Jousseaume (FRA)             | 59è               |
| 226               | Pierre Latour (FRA)               | DNF               |
| 227               | Mattéo Vercher (FRA)              | DNF               |

| Lotto Dstny LTD | Lotto Dstny LTD          | Lotto Dstny LTD |
| --------------- | ------------------------ | --------------- |
| Núm             | Ciclista                 | Pos             |
| 231             | Johannes Adamietz (GER)  | 53è             |
| 232             | Arjen Livyns (BEL)       | DNF             |
| 233             | Mathijs Paasschens (NED) | DNF             |
| 234             | Eduardo Sepúlveda (ARG)  | 52è             |
| 235             | Liam Slock (BEL)         | FC              |
| 236             | Harry Sweeny (AUS)       | 22è             |
| 237             | Jarrad Drizners (AUS)    | DNF             |

| Israel-Premier Tech IPT | Israel-Premier Tech IPT  | Israel-Premier Tech IPT |
| ----------------------- | ------------------------ | ----------------------- |
| Núm                     | Ciclista                 | Pos                     |
| 241                     | Mads Würtz Schmidt (DEN) | DNF                     |
| 242                     | Jakob Fuglsang (DEN)     | 19è                     |
| 243                     | Omer Goldstein (ISR)     | 80è                     |
| 244                     | Nick Schultz (AUS)       | DNF                     |
| 245                     | Dylan Teuns (BEL)        | DNF                     |
| 246                     | Stephen Williams (GBR)   | 62è                     |
| 247                     | Simon Clarke (AUS)       | 55è                     |